# Römische Villa Holsthum

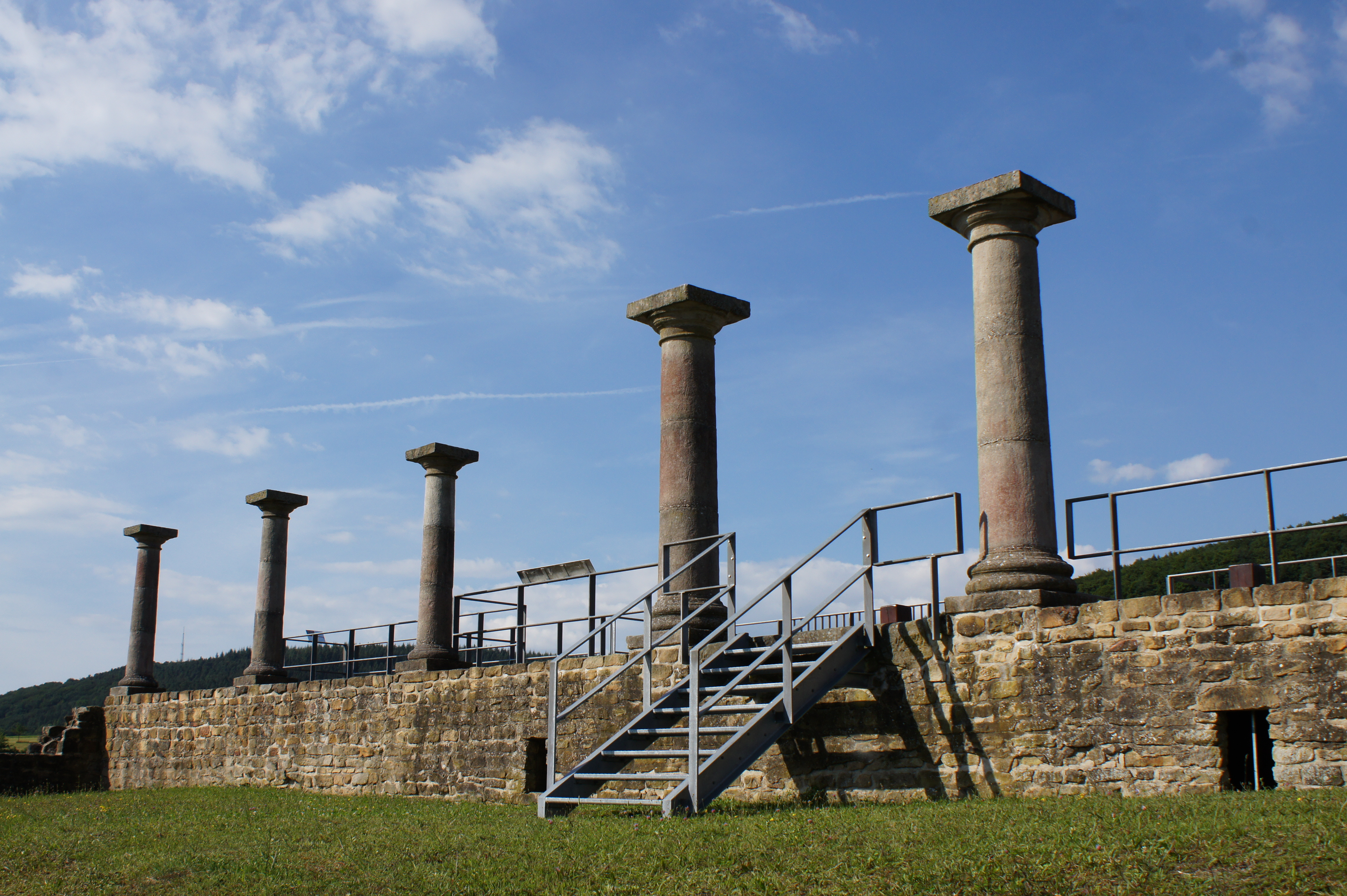
Die rekonstruierten Säulen des Portikus der römischen Villa Holsthum

Die Römische Villa Holsthum war eine römische Villa rustica in Holsthum in Rheinland-Pfalz.

## Beschreibung
Der frühere römische Gutshof wurde um das Jahr 100 n. Chr. in einer typischen Hanglage über dem Tal der Prüm errichtet. Die Nutzung dauerte bis in die Mitte des 4. Jahrhunderts an. Laut der Einschätzung von Archäologen lassen sich die früheren römischen Bewohner der gehobenen Mittelschicht zurechnen.
Das Hauptgebäude der Anlage war ein Bauwerk mit dem typisch symmetrischen Grundriss einer nach vorne offenen Säulenhalle mit Eckrisaliten an der Front. Als Baumaterial diente der in der Umgebung anstehende Luxemburger Sandstein. Die Gebäudemauern waren außen verputzt. Der Wandverputz wies eine Bemalung in römischen Farben auf, die in der Sockelzone rot und darüber weiß war. Fundstücke ließen auf einem farbigen Innenputz sowie eine Verglasung der Fenster schließen. Das Dach war mit Dachziegeln gedeckt. Das Haupthaus hatte eine Größe von etwa 47 × 23 Meter und verfügte über rund 20 Räume. Hinter der Portikus lag der Kernbau mit den Wohnräumen. Vom großen Zentralraum aus führt eine Treppe mit Sandsteinstufen in einen Keller unter der Portikus. Die Kellerrückwand war stellenweise bis in eine Höhe von zwei Meter erhalten. In der Verfüllung des Kellers fanden sich zahlreiche Bauteile, wie Basen und Kapitelle toskanischer Säulen. Eine weitere Treppe führte ins Obergeschoss. Im nordwestlichen Risalitbau befand sich der Badebereich. Zu den bei der Ausgrabung geborgenen Fundstücken zählen dünne Bronzestangen mit Einkerbungen und Schrötlinge aus Bronze, die zur Münzprägung verwendet wurden. Das Material diente vermutlich der Produktion von Kleingeld aus der Zeit um 275 n. Chr.

## Forschungsgeschichte

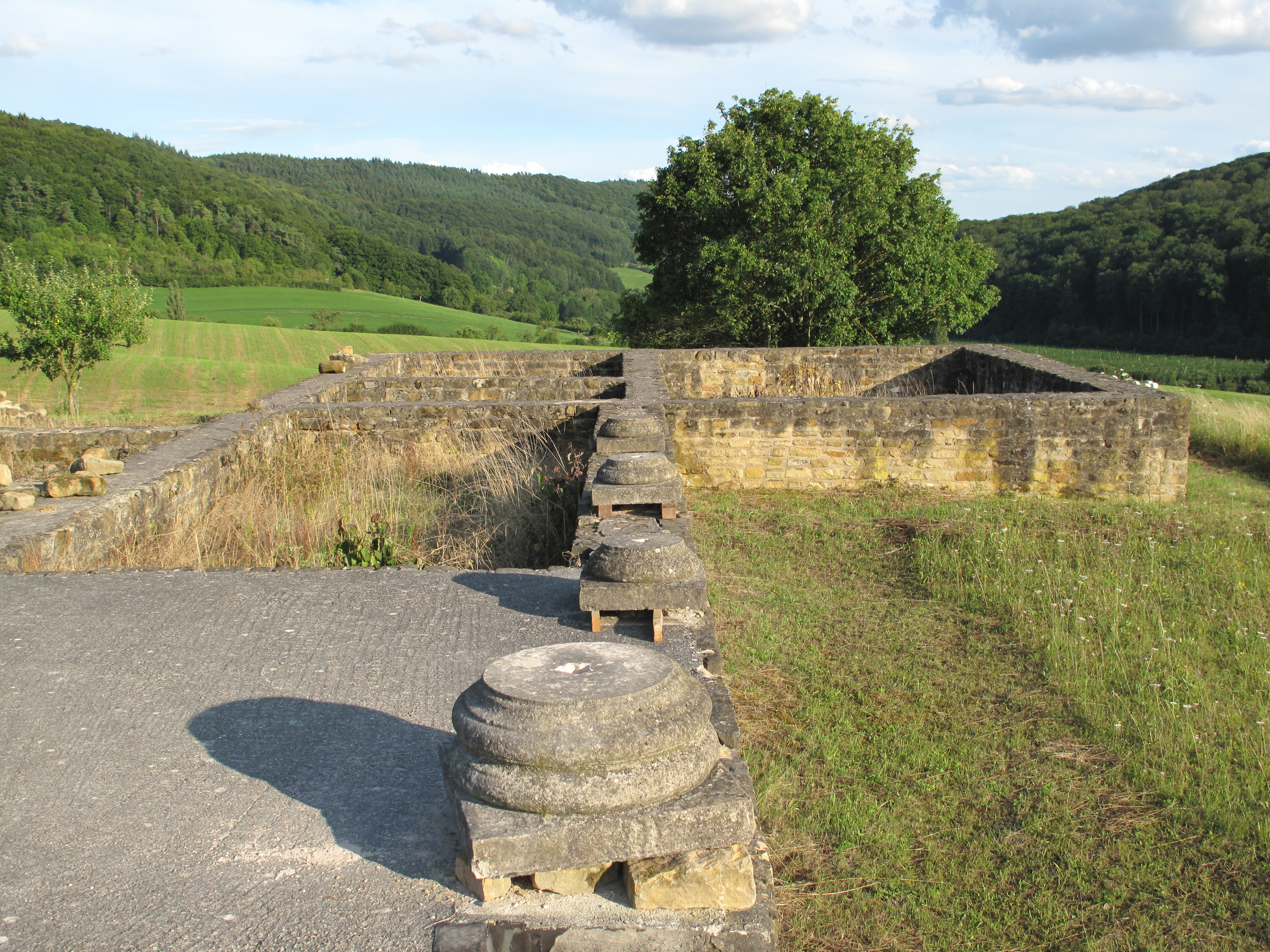
Restaurierte Reste der römischen Villa Holsthum

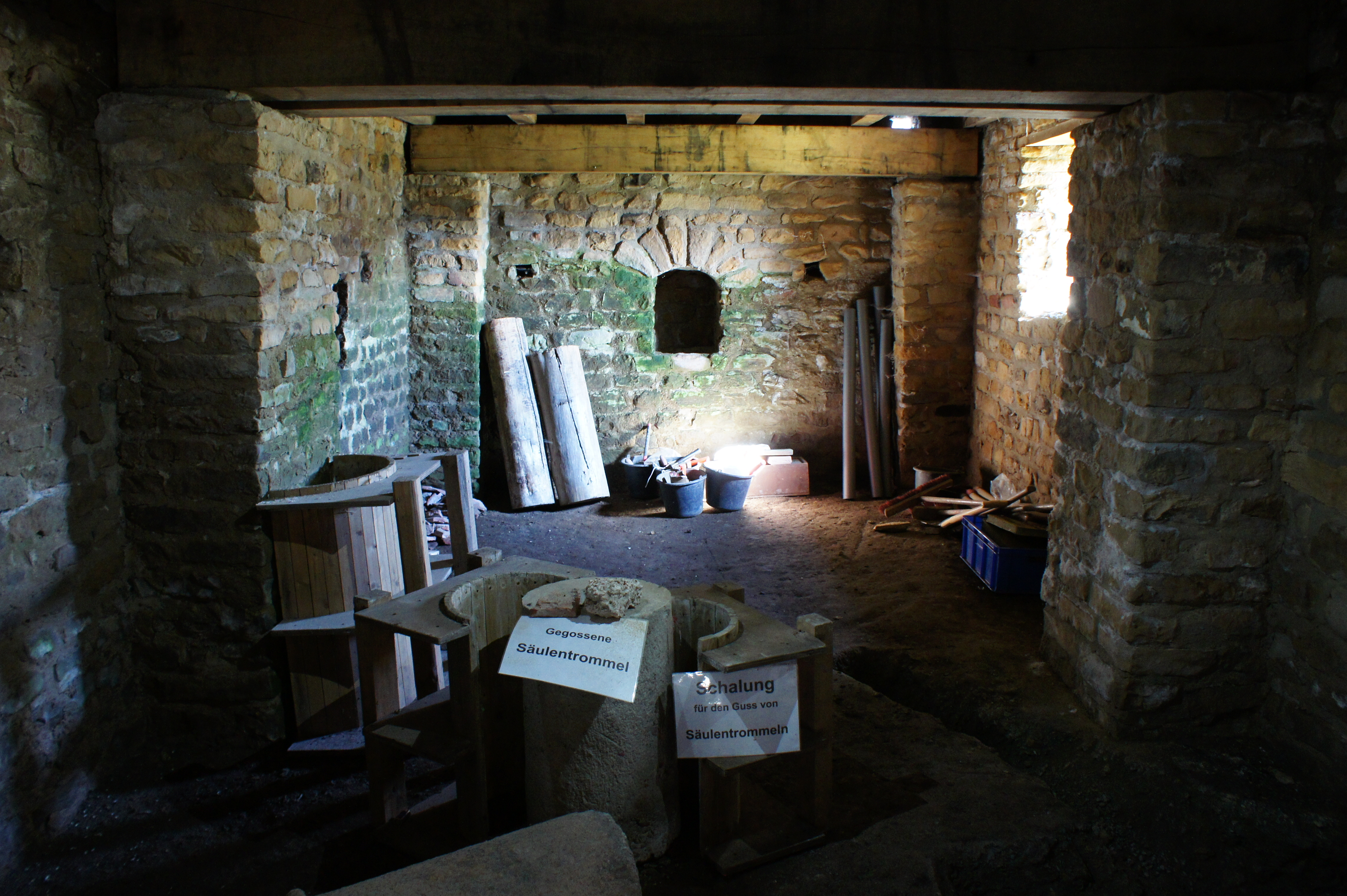
Keller unter dem Portikus

1989 wurden die Überreste der Anlage auf dem Flurstück Auf den Mauern entdeckt. Das Rheinische Landesmuseum Trier legte in den Jahren 1991 bis 1993 das Hauptgebäude durch eine Ausgrabung frei. Die zu erwartenden Neben- und Wirtschaftsgebäude im näheren Umfeld, wie Ställe und Scheunen, sind noch nicht untersucht worden.
Bei einer Ausgrabung im Jahr 2017 wurde hinter dem Hauptgebäude eine Darre zum Trocknen von Getreide freigelegt. Archäologen vermuten, dass in der Vorrichtung aus dem 2. Jahrhundert n. Chr. Dinkel zur Haltbarmachung getrocknet wurde. Es soll eine gewerbsmäßig betriebene Trocknungsanlage gewesen sein, die nicht nur dem Eigenbedarf diente.

## Restaurierung
Die freigelegten Grundmauern des Hauptgebäudes mit dem früheren Kellerraum wurden von der Gemeinde Holsthum und dem 1991 gegründeten Förderverein Römische Villa Holsthum in den Jahren 2012 und 2013 saniert sowie öffentlich zugänglich gemacht. Die Kosten beliefen sich auf rund 120.000 Euro. Die Rekonstruktion der Portikus im Jahr 2012 durch Aufstellung von Säulen ermöglichten die im Keller hinterlassenen Bauteile, die als Vorlage dienten. Gelegentlich finden an der rekonstruierten Römervilla themenbezogene Veranstaltungen statt, wie Living-History-Ereignisse unter Teilnahme von römischen Legionären.
Ein von Schülern gefertigtes Modell der Römervilla befindet sich im  Museum des Naturparkzentrums Teufelsschlucht in Ernzen.